# مازدا أر 130
مازدا أر 130 (بالإنجليزية: Mazda R130)‏ هي سيارة من تصنيع شركة مازدا.

## روابط خارجية
- مازدا أر 130 على موقع ميوزك برينز (الإنجليزية)